# Emília Adelaide
Emília Adelaide Pimentel, mais conhecida por Emília Adelaide (Portalegre, 1 de novembro de 1836 — Lisboa, 11 de setembro de 1905) foi uma atriz portuguesa do século XIX.

## Biografia
Nascida Emília Adelaide Pimentel, a 1 de novembro de 1836, na freguesia da Sé de Portalegre, era filha de Luís Dias Pimentel, natural de Telhado e de sua mulher, Maria José, natural de Estremoz.
Aos 18 anos de idade veio para Lisboa. O pai, operário que já tinha vindo também para Lisboa procurar uma vida melhor, deixou de contactar a família. Aos 11 anos foi com a mãe e duas irmãs para Castelo Branco, em busca de emprego que as sustentasse e, em 1854, costurava num atelier de modista, no Arco do Bandeira, em Lisboa, e representava num teatro de cordel, sendo então aconselhada por Ernesto Biester, que se teria apaixonado por ela e com quem manteve um caso amoroso, a seguir carreira teatral. Biester passou a escrever quase exclusivamente para ela. Matriculou-se no Conservatório Dramático de Lisboa, onde foi leccionada por Duarte de Sá, que a acompanhou durante o percurso artístico, e completou rapidamente a sua educação literária.

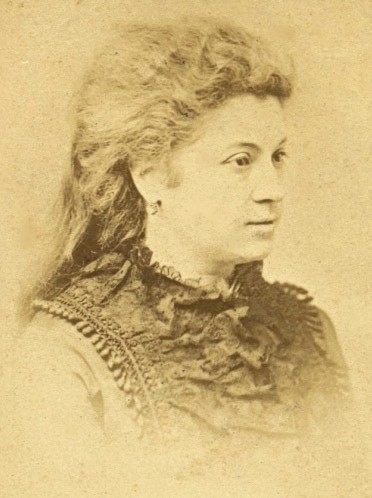
Retrato fotográfico de Emília Adelaide na juventude (Museu Nacional do Teatro e da Dança, J. C. da Rocha, década de 1860).

Estreou-se no Teatro Nacional D. Maria II, em 1856, em A Chávena Quebrada, comédia em 1 ato de Luís de Vasconcelos, e foi uma revelação. Biester deu-lhe, a seguir, um papel de relevo na peça A Caridade na Sombra, onde conquistou a admiração do público. Naquele teatro, entrou em Os Beijos (1859), peça em 1 ato, O Amor Pedindo Abrigo (1860), em travesti, Uma Menina de Quinze Anos (1860), Galeria Familiar (1861), de Ernesto Biester; nos dramas em 5 atos, Egas Moniz (1862), em verso, e Pedro (1863), ambos de Mendes Leal; Vida de Um Rapaz Pobre, em 7 quadros de Octave Feuillet, tradução de Joaquim José Anaya, e Nobres e Plebeus, em 8 quadros, versão de La Belle au Bois Dormant de Octave Feuillet, traduzido por Francisco Palha; fez o papel de "pagem" em Fidalgos de Bois Doré, drama de George Sand traduzido por Pinheiro Chagas; e participou em O Morgado de Fafe Enamorado, comédia em 3 atos de Camilo Castelo Branco.
No verão de 1863, foi com a Companhia do Teatro D. Maria II pela primeira vez ao Porto, onde fez sucesso. Nesse ano, foi ao Teatro Gymnasio representar Diana de Lyz, drama de Dumas Filho. Emília Adelaide conseguiu permissão do Governo para se deslocar, em visita de estudo, a Londres e Paris, ficando nesta última cidade três meses com o intuito de contactar com a Escola de Teatro onde pontificavam Sarah Bernhardt, Hortense Schneider e Victorien Sardou. Tinha, então, em cartaz a comédia realista, em 5 atos, A Família Benoîton. Quando regressou de Paris exigiu a representação desta peça, traduzida por Ernesto Biester, para pôr em prática o que aprendera com as grandes figuras da comédia francesa e apresentou-se com um luxuoso vestido do costureiro Charles Worth. Seguiram-se Os Primeiros Amores de Bocage (1865), comédia em 5 atos de Mendes Leal, com José Carlos dos Santos como protagonista, os dramas Ângelo, o Tirano de Pádua, em 4 atos, de Victor Hugo, tradução de Augusto Rebelo da Silva, em que fez o papel de "Catarina" ao lado de Emília das Neves, Fernanda, de Victorien Sardou, e Dama das Camélias, em 5 atos, de Dumas Filho, traduzida por António Joaquim da Silva Abranches.

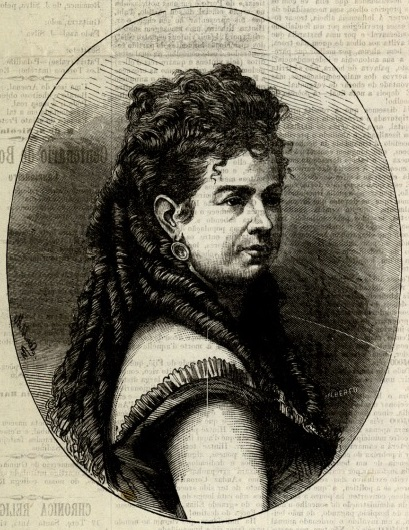
Gravura de Emília Adelaide (publicado no periódico Diário Illustrado, a 12 de setembro de 1905).

Contratada por Francisco Palha para integrar a companhia do futuro Teatro da Trindade, enquanto duraram as obras o empresário explorou, temporariamente, o Teatro da Rua dos Condes com o elenco em que figurava Emília Adelaide. Entre 1860 e 1866, residiu no número 3 da Calçada do Carmo, em Lisboa.
A 30 de novembro de 1867, entrou no espetáculo inaugural do Teatro da Trindade com a estreia das comédias A Mãe dos Pobres, em 5 atos, de Ernesto Biester, e O Xerez da Viscondessa, em 1 ato, traduzida do original espanhol e adaptada por Francisco Palha, ao lado de Delfina do Espírito Santo e do Actor Tasso. Ali criou as protagonistas de Morgadinha de Valflor (1869), drama em 5 atos que Pinheiro Chagas escreveu para benefício da atriz e que foi um dos seus grandes triunfos, e da comédia Mademoiselle de Belle Isle, de William Seymour.

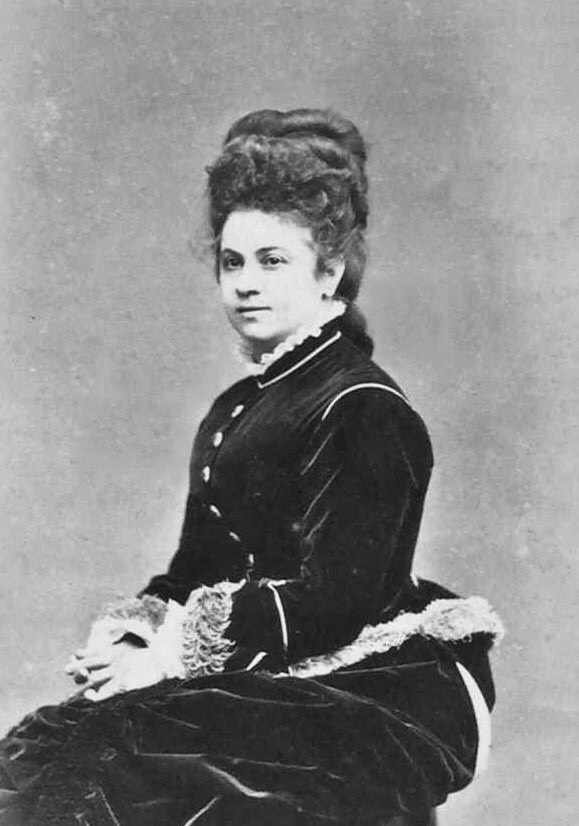
Retrato fotográfico de Emília Adelaide aos 38 anos (Centro Português de Fotografia, Alfred Fillon, 1875).

Percorreu as Províncias e Ilhas com uma companhia dramática de que era diretora, e, em 1871, no apogeu da glória, foi atuar ao Brasil a convite de Furtado Coelho, onde obteve um dos maiores sucessos que atores portugueses haviam alcançado. Os proventos que auferia incentivaram-na a fazer-se Empresária de uma numerosa companhia (Companhia Dramática Portugueza de Emília Adelaide Pimentel), que se revelaria pouco rentável e lhe proporcionou grandes dissabores. Em 1871, de volta ao Teatro D. Maria II, representou os dramas: em 5 atos, Visão Redentora, de Rangel de Lima e Ferreira de Mesquita, Maria Antonieta (1872), de Giacometti, tradução de Ernesto Biester, As Duas Órfãs (1876), de Adolphe d’Ennery, tradução de Ernesto Biester; em 3 atos, Suplício de Uma Mulher (1873), de Delphine de Girardin, tradução de Ernesto Biester, no papel de "Matilde", A Aventureira (1874), de Augier, A Caridade (1875), de Costa Cascais, ao lado de António Pedro e que deu 27 récitas.
Foi a Coimbra representar, no Teatro Académico, Frei Caetano Brandão, drama em 5 atos de Silva Gaio, e ali recebeu o diploma de sócia honorária da academia. Em fevereiro de 1880, Emília Adelaide fez parte de uma companhia do ator Vicente Pontes de Oliveira em digressão pelo Brasil e foi muito aplaudida nos teatros das principais cidades por onde passou.
De regresso, formou uma Companhia que tomou o Teatro dos Recreios, em Lisboa, ali representando Térèse Raquin (1880), de Émile Zola, e Os 30 Botões, comédia de Eduardo Garrido. Em janeiro de 1881, suspendeu os espetáculos no Teatro dos Recreios, reservando-se para recomeçá-los em maio, no Teatro do Príncipe Real, que tinha arrendado por três anos. No Teatro dos Recreios, parte dos artistas ficaram sem escritura e outros, que não a tinham desde o princípio da época, associaram-se para trabalhar em comum. Escolheram para o efeito o Teatro dos Recreios e, devidamente autorizados pelo proprietário, abriram-no a 13 de agosto de 1881. Emília Adelaide estreou-se no Príncipe Real com os dramas Suicídio, em 5 atos, de Paolo Ferrari, tradução de Noronha, e Madalena, de Pinheiro Chagas, uma das mais belas criações dramáticas da atriz; nesse mesmo mês, levou ao Teatro dos Recreios A Ceia Infernal e fez temporada no Porto. Depois de alguns anos afastada do palco, dedicada à Companhia, representou os papéis principais nas peças das suas festas artísticas, entre as quais O Tutor, drama em 5 atos de Esteves de Carvalho, ao lado de Pinto de Campos.

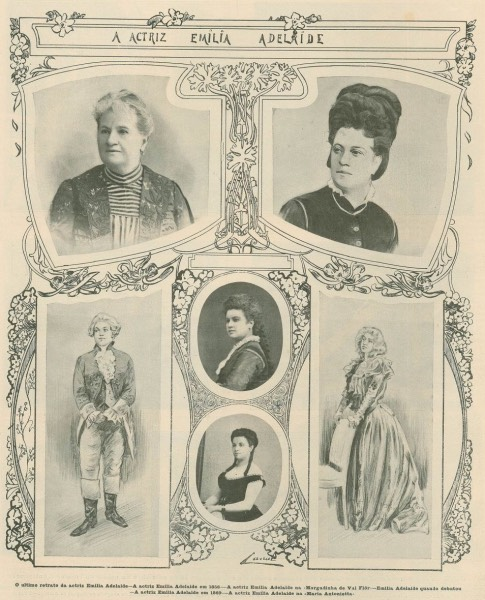
Vários retratos da atriz Emília Adelaide (publicados no periódico Illustração Portuguesa, a 18 de setembro de 1905).

A 24 de junho de 1884, tomou o vapor Senegal para a Bahia, de onde partiu em tournée pelo Brasil e, no Rio de Janeiro, representou com muito agrado, no Teatro São Luiz, peças do seu repertório e os dramas O Amor e o Dever, de Francisco Serra, Fortuna e Trabalho e Homens Ricos, ambas em 5 atos de Ernesto Biester, As Pupilas do Senhor Reitor, extraído do romance de Júlio Dinis, Pecadora e Mãe, Dalila, em 3 atos, de Octave Feuillet, imitação de António de Serpa Pimentel, e Tartufo, comédia de Molière, traduzida em verso pelo Visconde de Castilho. O seu último papel, antes de abandonar a cena, foi "Adélia" em Antony, drama de Dumas Pai, traduzido por Ramalho Ortigão, no Teatro D. Maria II, atingindo notável perfeição, reconhecida pelo público e pela crítica. Guiomar Torresão afirmava que Emília Adelaide não recuava diante de nenhum género teatral, por mais difícil e arriscado que parecesse.
Seguiu para o Rio de Janeiro, onde fundou um importante estabelecimento de modas. Em 1902, foi residir para Lisboa. Do Brasil, guardava 16 diplomas de corporações científicas e de beneficência, entre os quais o de sócia do Retiro Literário do Rio de Janeiro, da Beneficência Portuguesa, da Sociedade do Amor à Monarquia, das Congregadas das Filhas de Maria, este último entregue pela própria Imperatriz do Brasil. Ao fim de tão gloriosa carreira, viveu os últimos dias modestamente, ao lado da irmã. Reformada desde 1896, auferia como Artista de 1.ª Classe do Teatro Nacional 72$000 reis mensais, o que correspondia ao vencimento de um Oficial General. Os principais escritores da época disputavam-na para intérprete das suas produções e foi a criadora, em Portugal, do repertório de Victorien Sardou.
António de Sousa Bastos, na sua obra Diccionario do theatro portuguez (1908), recorda a atriz da seguinte maneira: "Era formosa, captivante, tinha um sorriso adorável, olhar expressivo e meigo, uma voz seductora, cheia da lagrimas quando era preciso, finalmente todos os dotes requeridos n'uma actriz." Pedro Pinto recordou-lhe também um olhar meigo e insinuante, o sorriso adorável, o génio carinhoso e afável, a voz simpática e atraente. Foi uma das paixões do pintor Miguel Ângelo Lupi, que lhe fez um retrato que esteve exposto ao público em Londres (1866) e na Exposição Universal de Paris de 1867.
Já relativamente esquecida pelo público e afastada dos palcos, Emília Adelaide Pimentel falece às 8 horas e meia da manhã de 11 de setembro de 1905, aos 68 anos, em sua casa, o número 24 da Rua de São Bernardo à Estrela, freguesia de Santa Isabel, em Lisboa, sendo sepultada no Jazigo dos Artistas Dramáticos, no Cemitério dos Prazeres. Nunca casou, nem teve filhos.
O seu nome faz parte da toponímia de: Amadora (freguesia da Venda Nova) e Sintra (freguesia de Rio de Mouro).